# روبين ألكاراز
روبين ألكاراز (بالإسبانية: Rubén Alcaraz) هو لاعب كرة قدم إسباني، ولد في 1 مايو 1991 في برشلونة في إسبانيا. لعب مع إسبانيول وريال بلد الوليد ونادي أوسبيتاليت ونادي برشلونة ونادي جيرونا.

## وصلات خارجية
- روبين ألكاراز على موقع قاعدة بيانات كرة القدم.إي يو (الإنجليزية)
- روبين ألكاراز على موقع Soccerway.com (الإنجليزية)
- روبين ألكاراز على موقع AS.com (الإسبانية)